# Peter décroche la timbale

Logo du film Peter décroche la timbale de 1959

Peter décroche la timbale (titre original : Peter schießt den Vogel ab) est un film allemand réalisé par Géza von Cziffra et sorti en 1959.

## Synopsis
Peter Schatz travaille comme porteur au très chic Parkhotel de Bad Hohenluft. Lorsque le charmant homme reçoit 50 000 DM du testament d'une cliente satisfaite , il décide de partir en vacances de sports d'hiver au Grand Hotel de Zürs am Arlberg. Afin de mieux paraître auprès du portier arrogant Blümli qui y travaille, il se fait passer pour le roi du bétail d'Argentine. Par chance, Peter Schatz fait la connaissance de la belle Renate Hartwig à Zürs, standardiste à l'hôtel Esplanade à Bad Hohenluft. Lors de quelques appels téléphoniques, elle s'était heurtée à Peter car elle le trouvait très grossier. Contrairement à Peter, qui sait rapidement à qui il a affaire grâce aux conversations avec la jeune femme, Renate ne sait pas qui est vraiment Peter. Peter essaie d'abord le ski, quand ça ne marche pas, le curling, qui se termine aussi par une débâcle, puis l'alpinisme, bien que ce soit plutôt inhabituel en hiver. Plus par accident, Peter se retrouve alors dans un bobsleigh, qu'il met involontairement en marche et qui dévale la piste de bobsleigh directement dans une ambulance appelée par précaution. Renate, qui a vu le départ suicidaire, lui a demandé comment il allait. Peter, qui est resté indemne, est très heureux de son apparence.
Il s'avère que Peter n'est pas le seul imposteur à l'hôtel. Marilyn, qui y séjourne avec son prétendu frère Harry, prétend également être quelqu'un qu'elle n'est pas. Avec Harry, elle est après la "fortune" du roi du bétail. Mathilde Hütchen, qui est une amie de Peter et a voyagé pour le suivre, reconnaît Marilyn comme une voleuse d'hôtel et son petit ami. La vie dans le luxe se termine brusquement lorsqu'il n'y a plus d'argent, mais Peter a depuis longtemps conquis le cœur de Renate.

## Fiche technique
- Titre original : Peter schießt den Vogel ab
- Réalisation : Géza von Cziffra
- Scénario : Géza von Cziffra
- Image : Richard Angst
- Musique : Kurt Feltz, Heinz Gietz
- Montage : Ingrid Wacker
- Dates de sortie :
  - Allemagne de l'Ouest : 14 mai 1959
  - France : 19 octobre 1960

## Distribution
- Peter Alexander : Peter Schatz
- Germaine Damar : Renate Hartwig
- Maria Sebaldt : Marilyn
- Oskar Sima : Direktor Wilfried Adler
- Ernst Waldow : General Bumm
- Agnes Windeck : Rose
- Anneliese Würtz : Marie
- Edith Hancke : Fräulein Lehmann
- Jo Herbst : Dr. Klaus Maria Weichholz
- Axel Monjé : Marilyns Komplize
- Friedrich Schoenfelder : Toni Hartwig